# Membrană EPDM

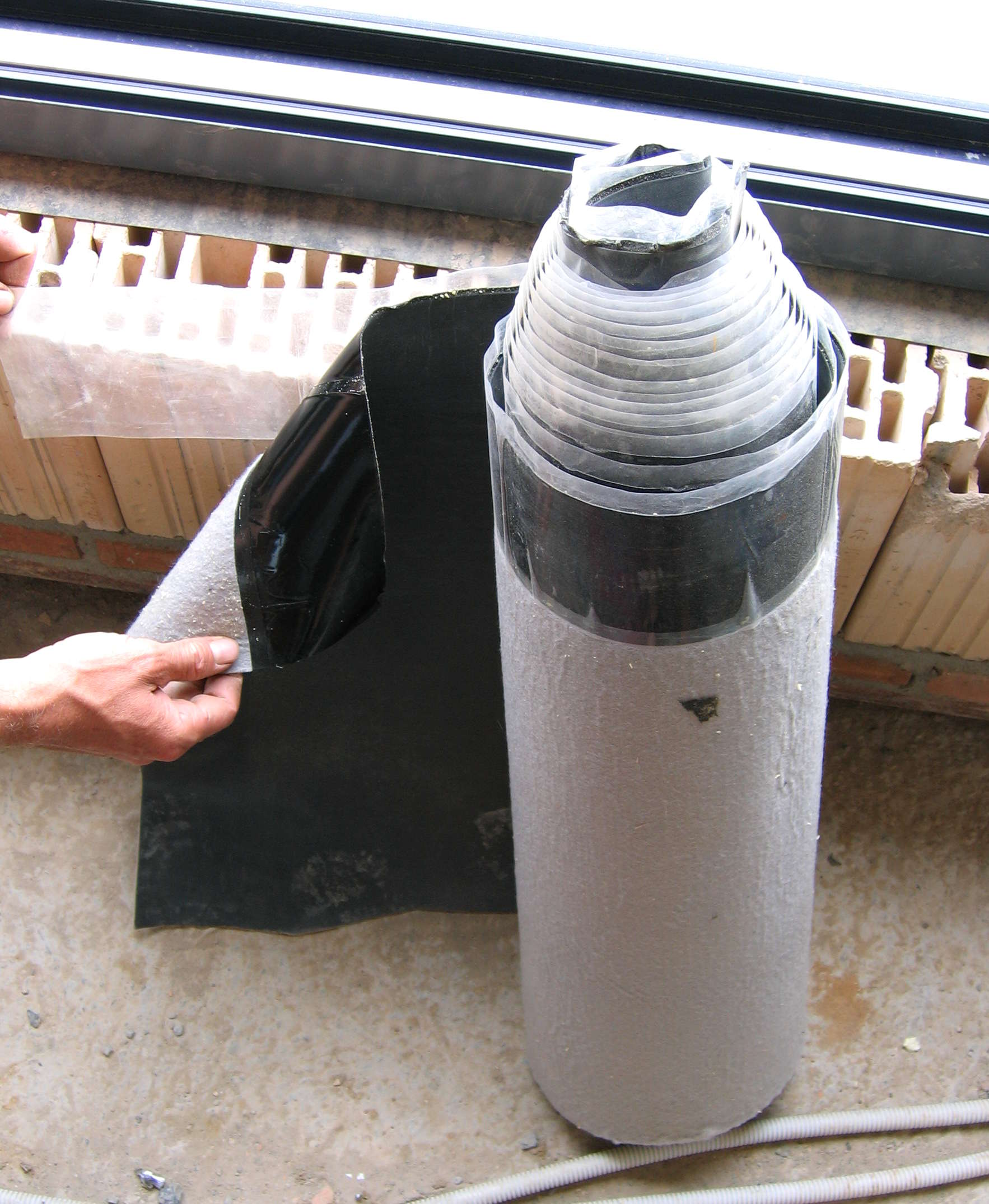
Folie EPDM folosită pentru izolarea acoperișurilor

Membrana EPDM sau Cauciucul EPDM (ethylene propylene diene monomer) este o membrană monostrat de cauciuc sintetic, fabricată din etenă, propenă și un comonomer dienic care permite reticularea prin vulcanizare cu sulf, amestecate cu negru de fum, uleiuri, agenți de vulcanizare și alți agenți ajutători.
Este folosită scară largă pentru acoperișuri dar și pentru alte aplicații de hidroizolare.